# 高速電気鉄道研究協会
高速電気鉄道研究協会（こうそくでんきてつどうけんきゅうきょうかい、ドイツ語: Studiengesellschaft für elektrische Schnellbahnen、略称St.E）は、1899年10月に、電気鉄道車両による高速走行の実践的経験を目的に、ベルリンで設立された団体である。
この試みでは、初期の電気鉄道でよく用いられた第三軌条に代わる空中架線方式が高速走行用の電流供給に適しているかどうかを明らかにすることも求められた。

## 構成員
電機大手企業のAEGとジーメンス・ウント・ハルスケ、銀行からデルブリュック・レオ&co、ドイツ銀行、ドイツ国民銀行、ヤコブ・S・H・シュテルン、機械工業企業のボルジッヒ、フィリップ・ホルツマン、クルップ、ツァイペン&チャリアー（ドイツ語: Van der Zypen & Charlier）が加わっていた。出資比率はドイツ銀行が20%で筆頭となり、AEGとクルップ、ジーメンスが各13%ずつでそれに次いだ。

## 実験線

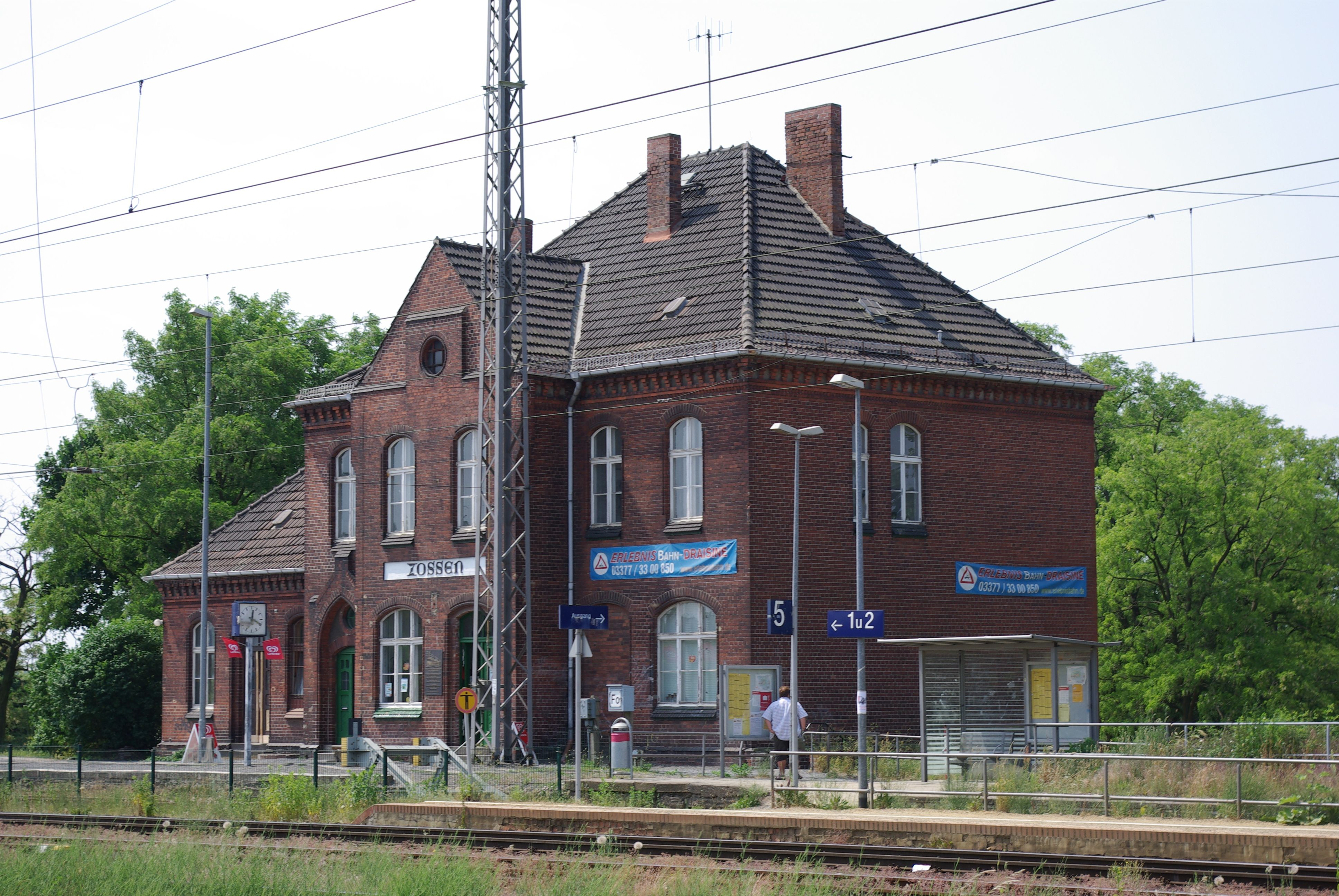
ツォッセン駅

実験走行の対象は、王立プロイセン軍事鉄道のマリーエンフェルデとツォッセンの23kmの区間が選ばれた。プロイセン国防省の承認ののちに、1901年春に該当区間の改修がおこなわれた。最初の走行では時速160kmまでの加速がおこなわれたが、速度はそこまで増大しなかったため、軌道設備が補強された。2年後、工兵隊により重軌条化する更新を受けた。架線は線路の中央ではなく、その傍らに高さ5.5mから7.5mの間に3本が架設された。

## 車両と実験走行
ケルンのツァイペン&チャリアーは2両の電車を製造し、AEGとジーメンス・ウント・ハルスケはそれぞれに電装品を提供した。50人が乗れるスペースが条件だった。1903年9月中旬から11月末にかけて、いずれの車両も時速200kmを超える高速走行を達成した。最速記録は10月28日にAEG製車両が出した時速210kmだった。

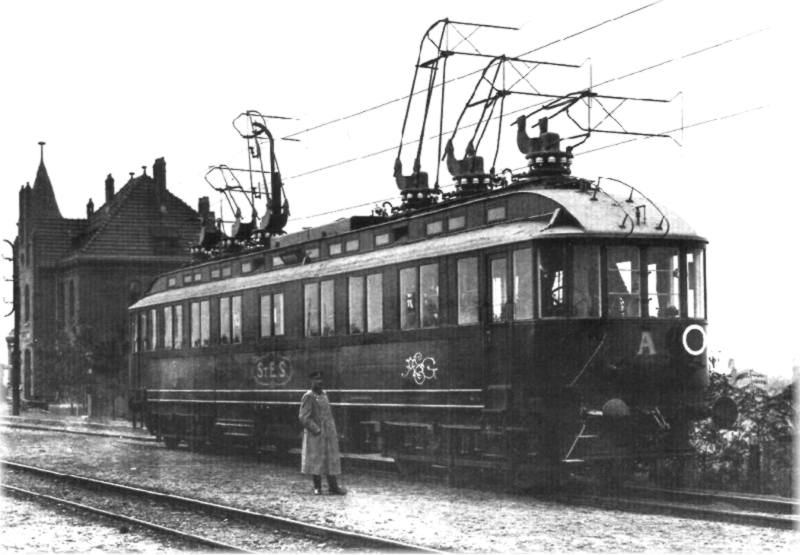
StES AEG 210.2km/h
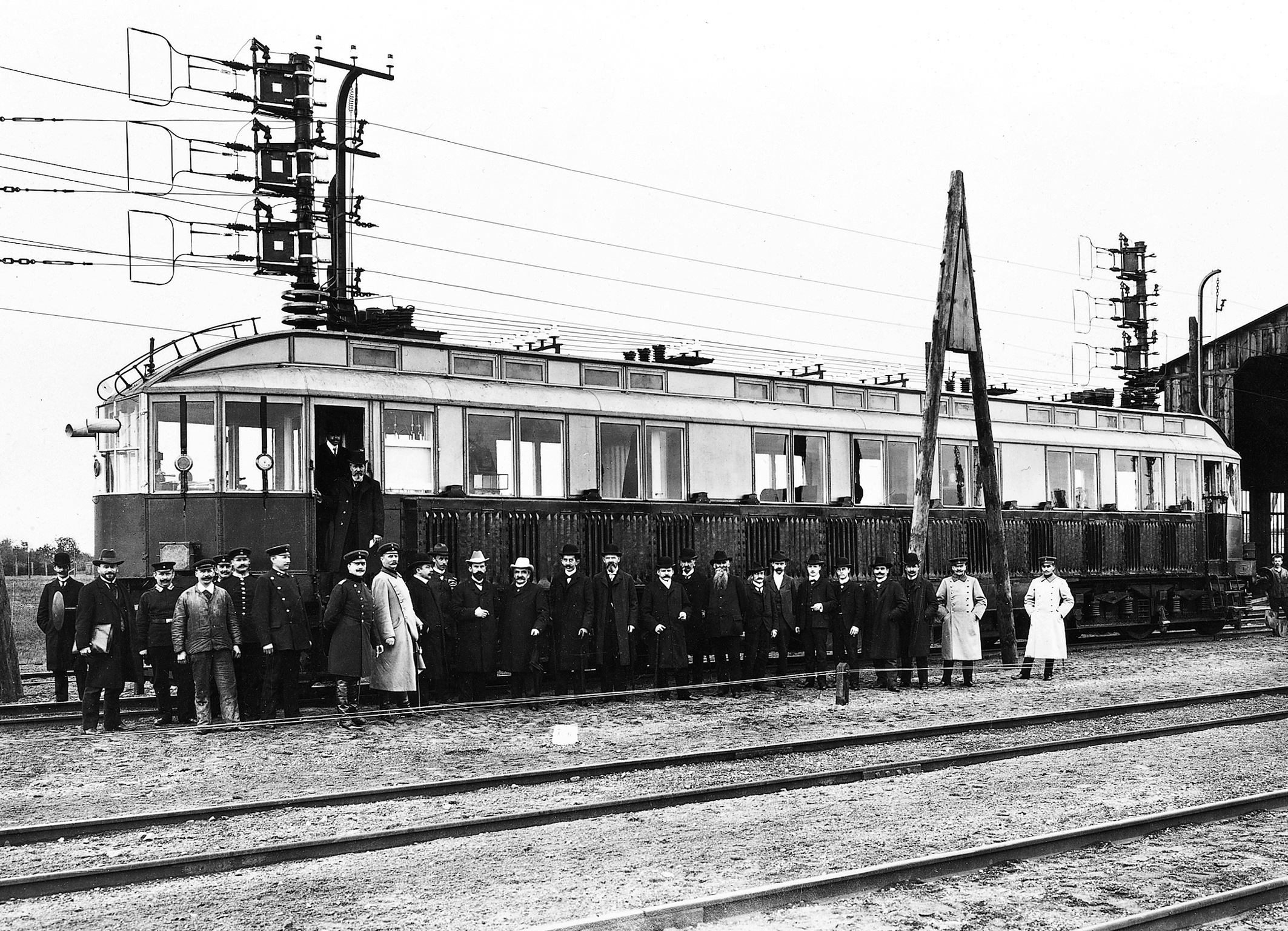
ジーメンスの三相交流電車。209.0km/hを記録

実験は従来の設計の車両ではるかに速い速度を得られることを示し、これを本線に活用するという商業上の要請を生むことになった。技術的な観点からは相当な成功であったにせよ、経済的な利得は長期的な観点でのみ得られるものだった。しかし、2つの電機メーカーは、実験からの利益を早期に確保することを企図し、1904年はじめにはベルリン・ハンブルク間の高速鉄道に関する覚書を締結した。同じ年のセントルイス万国博覧会には、車両の巨大な写真が展示され、実験走行について詳しく紹介された。しかし、期待された発注はなされなかった。

## 終焉
研究会は目的を達したのち、1905年12月に清算が決定された。軍事鉄道の試験線は1920年に閉鎖され、まもなく撤去された。

## 記念碑

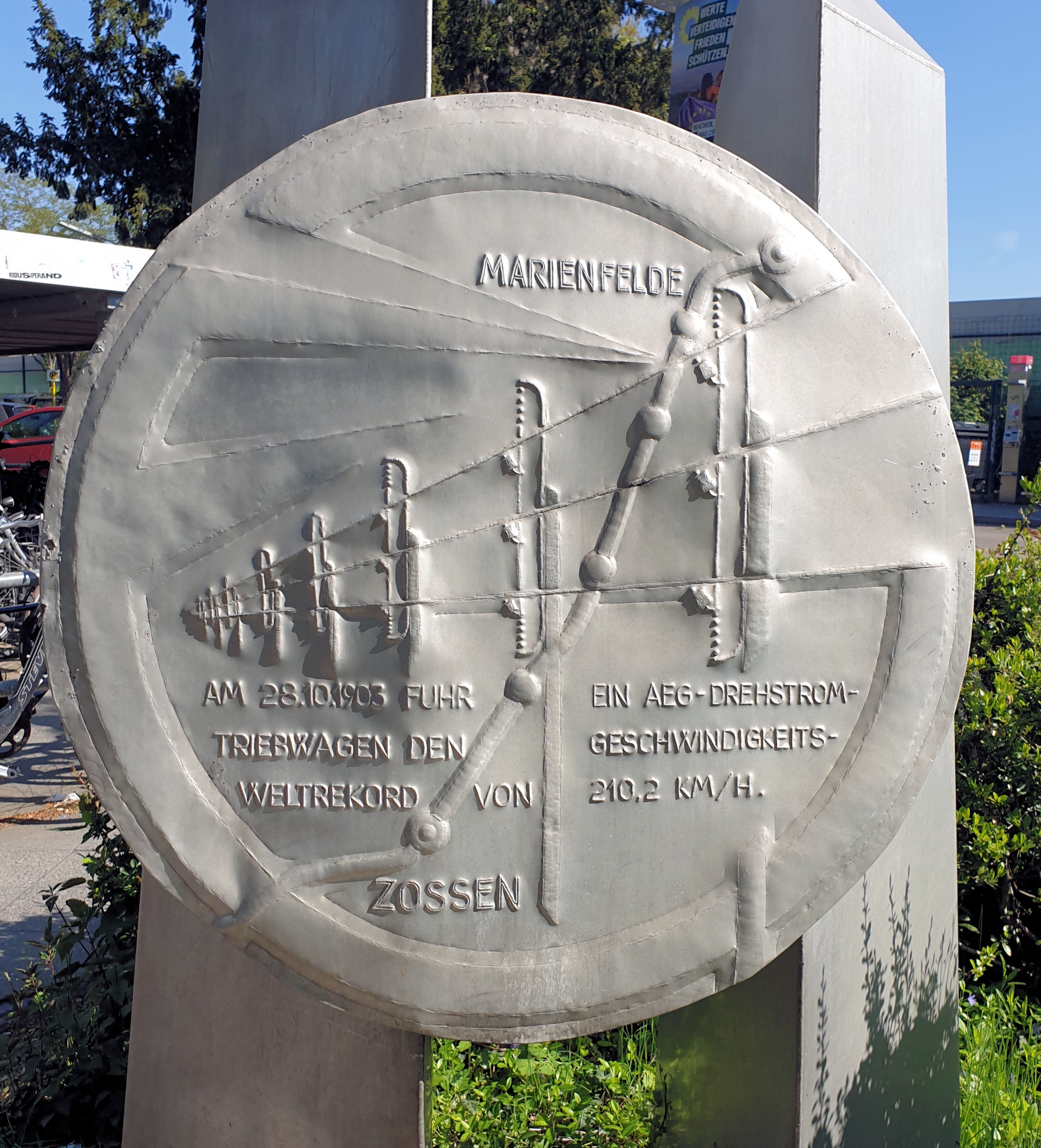
ベルリン・マリーエンフェルデ駅の記念プレート（左は汚損されている）

1985年12月、テンペルホーフ地区事務所は、ベルリン・マリーエンフェルデ駅に、イレーネ・シュルツ=セーホフとマクシミリアン・プファルツグラフによる、1903年10月28日の世界記録を記念する彫刻を建立した。記念碑はプロイセンのマイルストーンを模したアルミニウム製で、実験走行の詳細が記載されている 。ツォッセン駅にも2004年10月に青銅製の記念碑が設置された。

## 関連文献
- M. Buhle; W. Pfitzner (1904). “Die Schnellbahnwagen der Studiengesellschaft für elektrische Schnellbahnen in Berlin”. Polytechnisches Journal (319):  449-452.
- M. Buhle; W. Pfitzner (1904). “Die Schnellbahnwagen der Studiengesellschaft fur elektrische Schnellbahnen in Berlin”. Polytechnisches Journal (319):  481-484.
- Preus, Carsten: Die Koniglich Preusische Militareisenbahn (K.M.E.) als Versuchsstrecke, Forderverein Naturpark "Baruther Urstromtal" e.V., Zossen 2004.